# Юрівка (Шепетівський район)
Ю́рівка — село в Україні, у Білогірській селищній територіальній громаді Шепетівського району Хмельницької області. Село розташоване на річці Тростянці. Населення становить 352 особи (2020).

## Освіта
В селі діє ДНЗ "Пролісок" та ліцей.

## Історія
Початкова назва села — Юрівці. Таку назву село носило до поділу Речі Посполитої 1792 року, з переходом території до Російської імперії назва села русифікувалася в Юрівка від Юровка.
Перша письмова згадка про село, відома на тепер, є у заставному листі місцевого дідича Михна Кунашевича Корницького і датується 15 жовтня 1570 року. Цей документ входить до родинного архіву князів Сапєг-Яблоновських, що в даний час зберігається у Львівській науковій бібліотеці імені Василя Стефаника.
До 1681 року село Юрівка (Юрівці) було у власності роду Сенют.
У 1906 році село Уніївської волості Острозького повіту Волинської губернії. Відстань від повітового міста 40 верст, від волості 7. Дворів 84, мешканців 585.
7 (20) листопада 1917 року, відповідно до Третього Універсалу Української Центральної Ради, увійшло до складу Української Народної Республіки.
12 червня 2020 року, відповідно до розпорядження Кабінету Міністрів України № 727-р «Про визначення адміністративних центрів та затвердження територій територіальних громад Хмельницької області», увійшло до складу Білогірської селищної громади.
19 липня 2020 року, в результаті адміністративно-територіальної реформи та ліквідації Білогірського району, село увійшло до складу новоутвореного Шепетівського району.

## Населення
За переписом населення України 2001 року в селі мешкало 432 осіб.
У 2020 році чисельність населення становила ▼352 осіб.